# Johan Schippers
Johan Godefridus Schippers (Amsterdam, 13 februari 1923 – Amsterdam, 8 maart 1945) was een Nederlandse verzetsstrijder tijdens de Tweede Wereldoorlog.
Als student maakte Schippers deel uit van de verspreidingsorganisatie van het illegale Parool. Daarnaast verleende hij hulp aan Joodse onderduikers.
Op 8 maart 1945 is hij, op de leeftijd van 22 jaar, geëxecuteerd op Rozenoord in Amsterdam.
Schippers is bijgezet op de Eerebegraafplaats Bloemendaal te Overveen. Zijn lichaam ligt in vak 37.